# Pablo Carmona
Pablo César Carmona Pascual (Madrid, 1974) es un historiador y activista español, fue concejal del Ayuntamiento de Madrid hasta 2019.

## Biografía

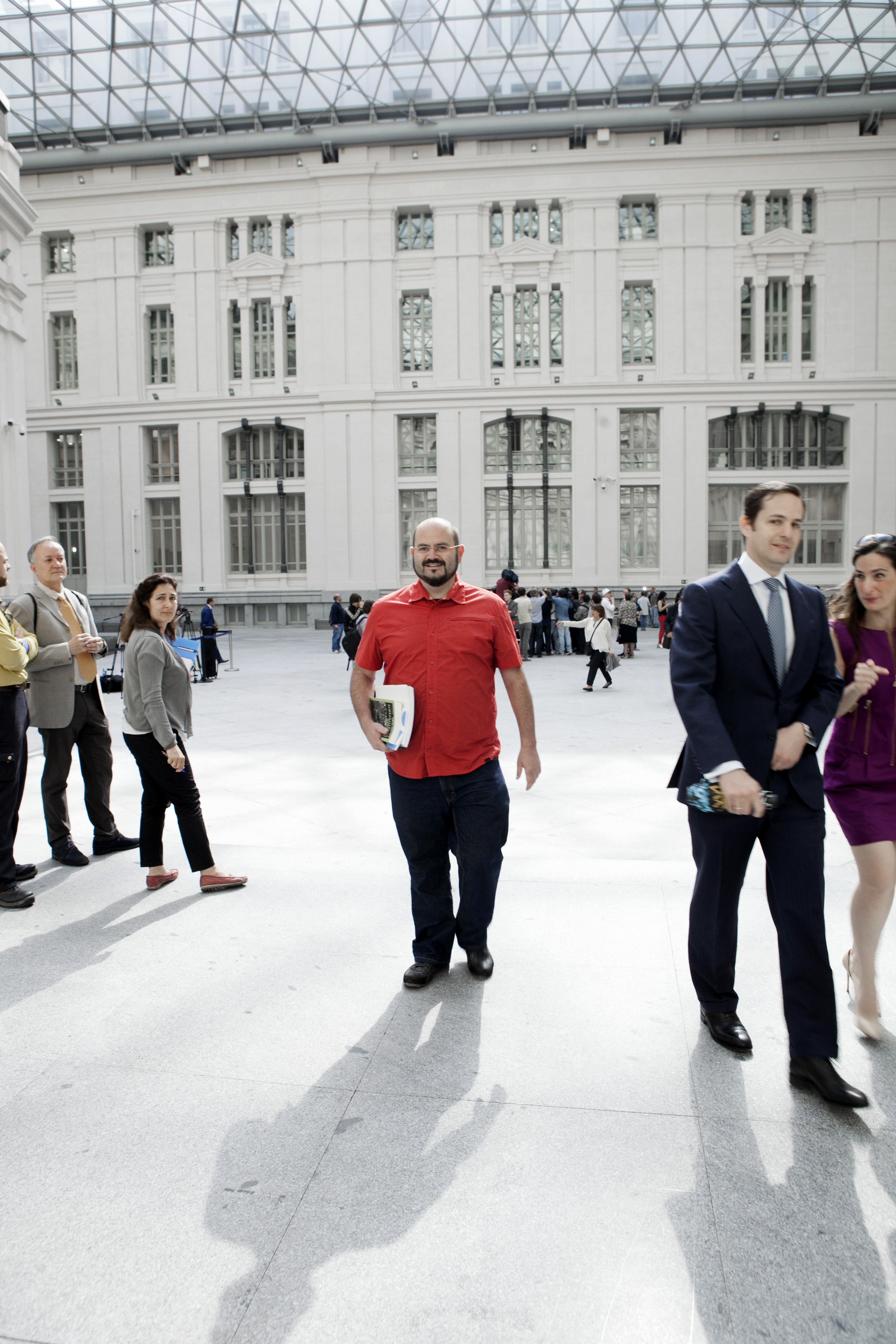
En el Palacio de Comunicaciones el 13 de junio de 2015

Nacido en 1974 en Madrid, se doctoró en historia por la Universidad Complutense de Madrid (UCM).
Editor de Traficantes de Sueños, fundador del Observatorio Metropolitano e integrante de Ganemos Madrid, lideró la lista de «Madrid en Movimiento» en las primarias de Ahora Madrid de 2015. Integrado finalmente en el puesto seis de la candidatura de Ahora Madrid de cara a las elecciones municipales de 2015 en Madrid encabezada por Manuela Carmena, resultó escogido concejal del consistorio de la capital española. Adscrito al sector crítico y radical del grupo municipal en el pleno del Ayuntamiento de Madrid, fue designado concejal presidente de los distritos de Salamanca y Moratalaz. Se mostró muy crítico con Manuela Carmena con la nueva reformulación de la Operación Chamartín, sosteniendo que el nuevo plan no diferiría mucho «del que defendió el PP».
En diciembre de 2018 fue uno de los impulsores de la plataforma Bancada Municipalista, que, refractaria a confluir con Carmena y Más Madrid, se adhirió a la Confederación Municipalistas (de nivel estatal), y comenzó a entablar diálogos en asamblea con Anticapitalistas e Izquierda Unida-Madrid para conformar una coalición electoral alternativa de cara a las elecciones municipales de mayo de 2019, defendiendo Carmona como objetivo de la potencial candidatura el «que en Madrid se consoliden posiciones institucionales que planten cara a las élites financieras».

## Obras
Autor
- Carmona Pascual, Pablo César (2004). Transiciones. De la Asamblea Obrera al proceso de pacto social: CNT (1976-1981). Madrid: Fundación de Estudios Libertarios Anselmo Lorenzo.[11]

Coautor
- Otero Carvajal, Luis Enrique; Carmona Pascual, Pablo; Gómez Bravo, Gutmaro (2003). La ciudad oculta, Alcalá de Henares 1753-1868: el nacimiento de la ciudad burguesa. Alcalá de Henares: Fundación Colegio del Rey.[12]
- Carmona, Pablo; García, Beatriz; Sánchez, Almudena (2012). Spanish Neocon: La revuelta neoconservadora en la derecha española. Madrid: Traficantes de Sueños.[13]

## Reconocimiento
- 2002: Premio Ciudad de Alcalá de Investigación Histórica por “Propietarios, artesanos y jornaleros. Población y sociedad en Alcalá de Henares 1753-1868”